# William Lawes

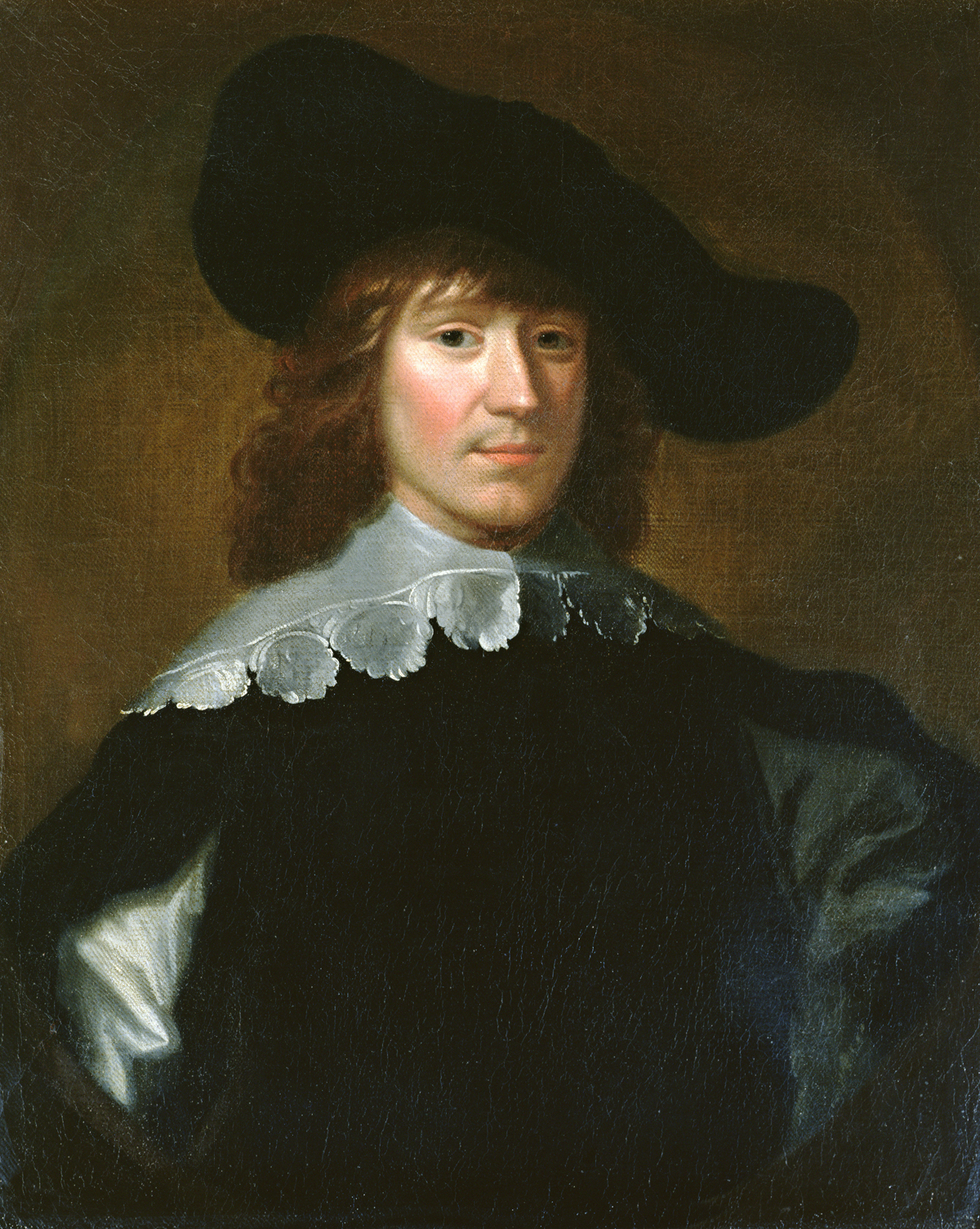
William Lawes

William Lawes (* Ende April 1602 in Salisbury, Wiltshire; † 24. September 1645) war ein englischer Komponist und Musiker.

## Leben
William Lawes wurde laut den Quellen der englischsprachigen Wikipedia Ende April 1602 in Salisbury/Wiltshire geboren und am 1. Mai desselben Jahres getauft. Er war der Sohn von Thomas Lawes, einem Kantor an der Salisbury Cathedral, und der Bruder des ebenfalls erfolgreichen Komponisten Henry Lawes.
Sein Schutzherr Edward Seymour, 1. Earl of Hertford, ließ ihn bei John Coperario lernen, der Lawes wahrscheinlich schon in jungen Jahren bei Charles, dem Prince of Wales, vorstellte. Sowohl William als auch sein älterer Bruder Henry erhielten Stellungen am Hofe, nachdem Charles als Charles I. auf den britischen Thron gefolgt war. William Lawes verbrachte sein gesamtes weiteres Leben im Dienste König Charles I.
Nachdem Charles I. Streitigkeiten mit dem Parlament den Bürgerkrieg ausgelöst hatten, trat Lawes in die Armee der Royalisten ein und erhielt einen Posten in der königlichen Leibwache. Damit wollte Charles seinen Hofkomponisten eigentlich schützen, dennoch wurde er am 24. September 1645 während eines Massakers an Royalisten bei Rowton Heath in der Nähe von Chester von einem Parlamentarier erschossen. Der Autor seines Epitaphs schließt mit einem Wortspiel:
Will. Lawes was slain by such whose wills were laws.
(Will. Lawes – erschlagen von denen, deren Wille Gesetz war.)

## Musik
Lawes komponierte weltliche Musik und Lieder für die höfischen „Masques“ sowie geistliche Anthems und Motetten für die königlichen Privatgottesdienste. Heute ist er vor allem bekannt für seine Suiten für Gambenconsort zu drei bis sechs Stimmen, sowie für seine Musik für Lyra-Viol.
Seine Musik ist durch rhythmische Gesten und Dissonanzen charakterisiert, Melodien werden fragmentiert, Rhythmen werden auf einer oder zwei Tonhöhen verarbeitet. In seinen Fantasie-Sonaten für eine oder zwei Geigen, Bassgambe und Tasteninstrument entwickelt Lawes eine am Instrument orientierte Stimmführung.

## Diskografie
- For ye violls: Consort setts in 5 & 6 parts (Fretwork & Paul Nicholson; Virgin Classics 91187-2; 1991)
- Sonatas for violin, bass viol and organ (London Baroque; Harmonia Mundi HMA 1901493; 1994)
- Fantasia Suites for two violins, bass viol and organ (The Purcell Quartet; Chandos CHAN0552, 1994)
- Royall Consort Suites (The Purcell Quartet with Nigel North & Paul O’Dette; Chandos CHAN0584/5, 1995)
- Consort Music for Viols, Lutes and Theorbos (The Rose Consort of Viols, Timothy Roberts, Jacob Heringman & David Miller; Naxos 8.550601; 1995)
- Royall Consort Suites vol 1 (The Greate Consort; Gaudeamus CD GAU146, 1995)
- Concord is conquer'd: Consort setts for 5 & 6 viols. 4 Herrick songs. Pieces for lyra viol (Fretwork, Catherine Bott, Richard Boothby & Paul Nicholson; Virgin Classics 5451472; 1995)
- Royall Consort Suites vol 2 (The Greate Consort; CD GAU147, 1997)
- The Royal Consort & lute songs (René Jacobs, Sigiswald Kuijken, Lucy van Dael, Wieland Kuijken, Toyohiko Satoh, Edward Witsenbug, Gustav Leonhardt; Sony Classical 1997)
- Fantazia suites for violin, bass viol and organ (Music's Re-creation; Centaur CRC 2385; 1998)
- Suites pour une et trois lyra-violes (Jonathan Dunford, Sylvia Abramowicz & Sylvia Moquet; Adès 465 607-2; 1998)
- Consorts in four and five parts (Phantasm & Sarah Cunningham; Channel Classics CCS 15698; 2000)
- Consorts in six parts (Phantasm, Susanne Braumann & Varpu Haavisto; Channel Classics CCS 17498; 2002)
- Consort sets in five & six parts, (Hespèrion XXI, Jordi Savall, Alia Vox AV9823A, AV9823B; 2002)
- William Lawes: Knock'd on the Head – Music For Viols. (Concordia, Metronome MET CD 1045; 2002)
- William Lawes: In loving memory. (Musica Oscura 070972-2)
- William Lawes: Consorts to the Organ (Phantasm, Dir. by Laurence Dreyfus, Daniel Hyde – organ; Linn Records CKD 399)